# Azucarero
El azucarero o azucarera es un recipiente para contener el azúcar, fabricado en muy diversos materiales, desde el tradicional de cerámica hasta los más funcionales de vidrio, plástico, etcétera. Puede disponer de una escotadura semicircular en el borde de su boca para la cucharilla de servir.

## Tipología

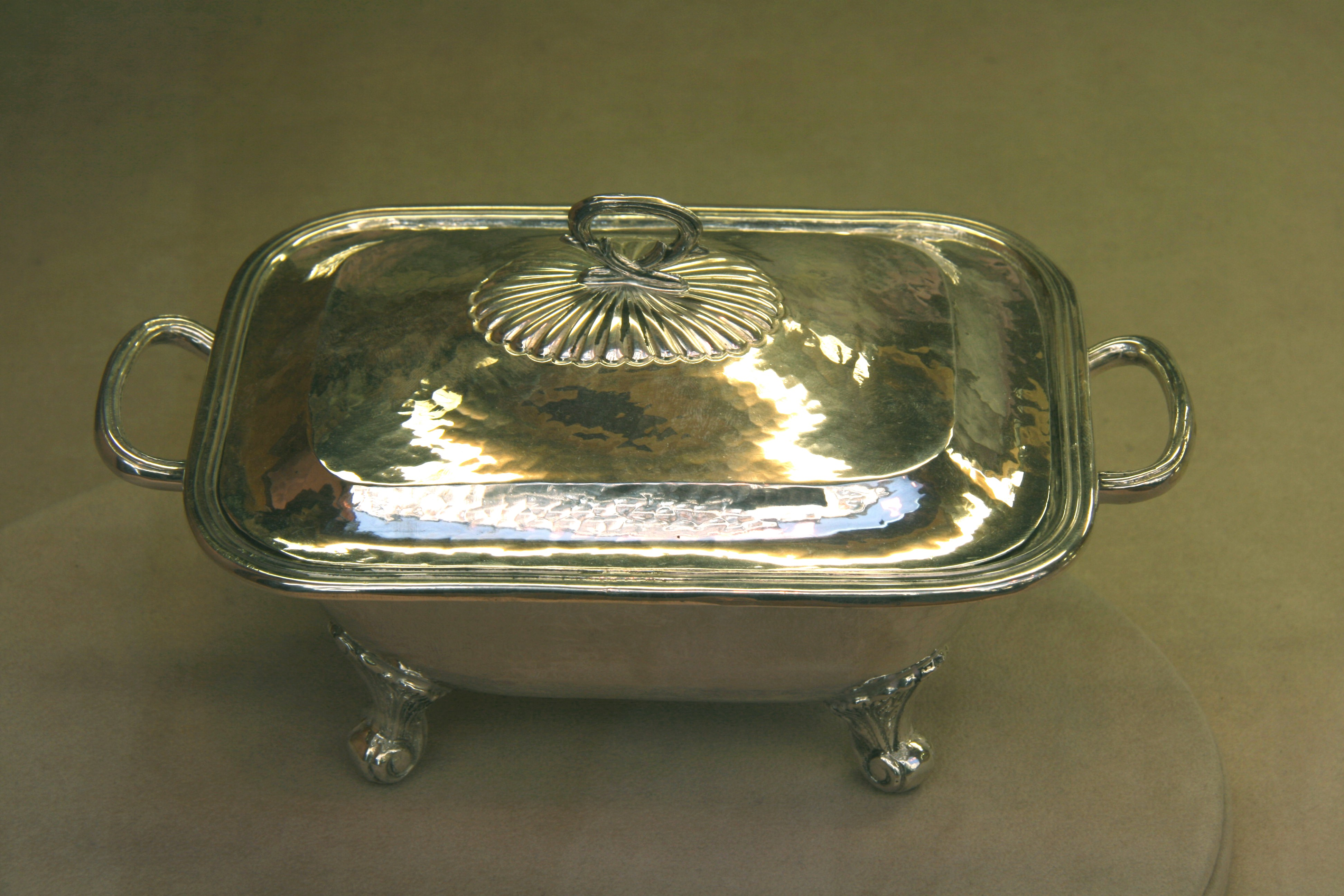
Azucarero de plata
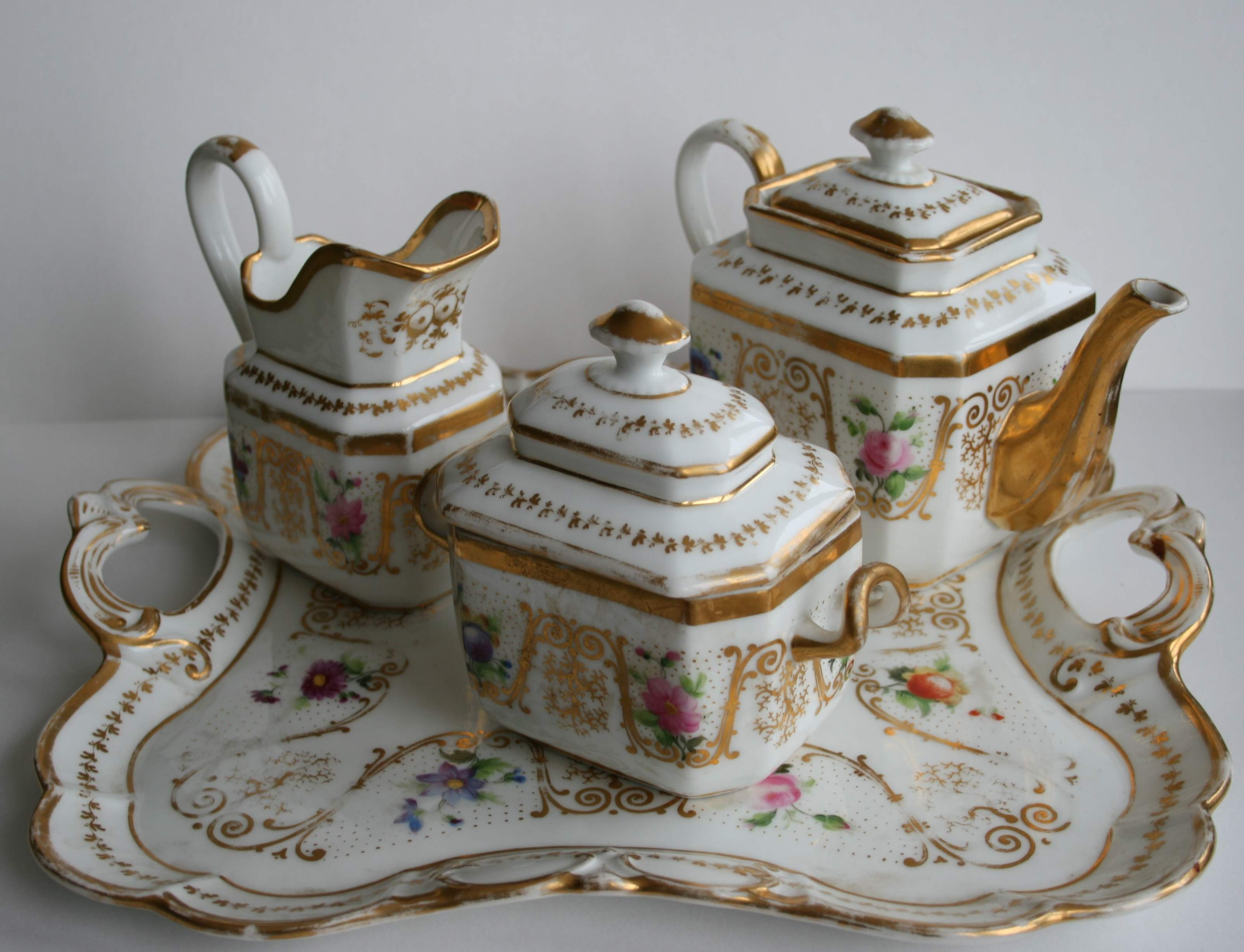
Azucarero en un juego de té de porcelana
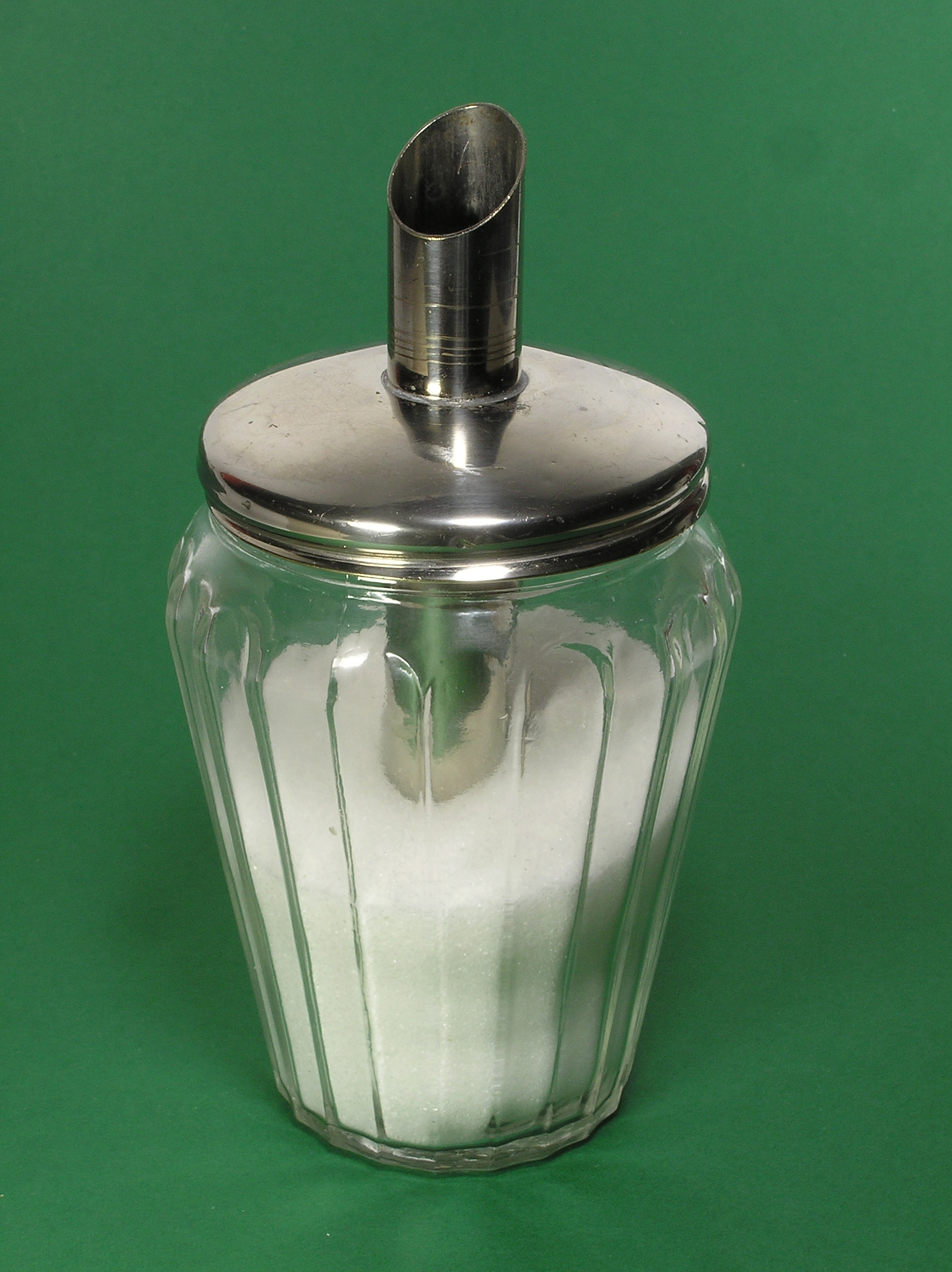
Azucarero diseñado para servirse sin cucharilla
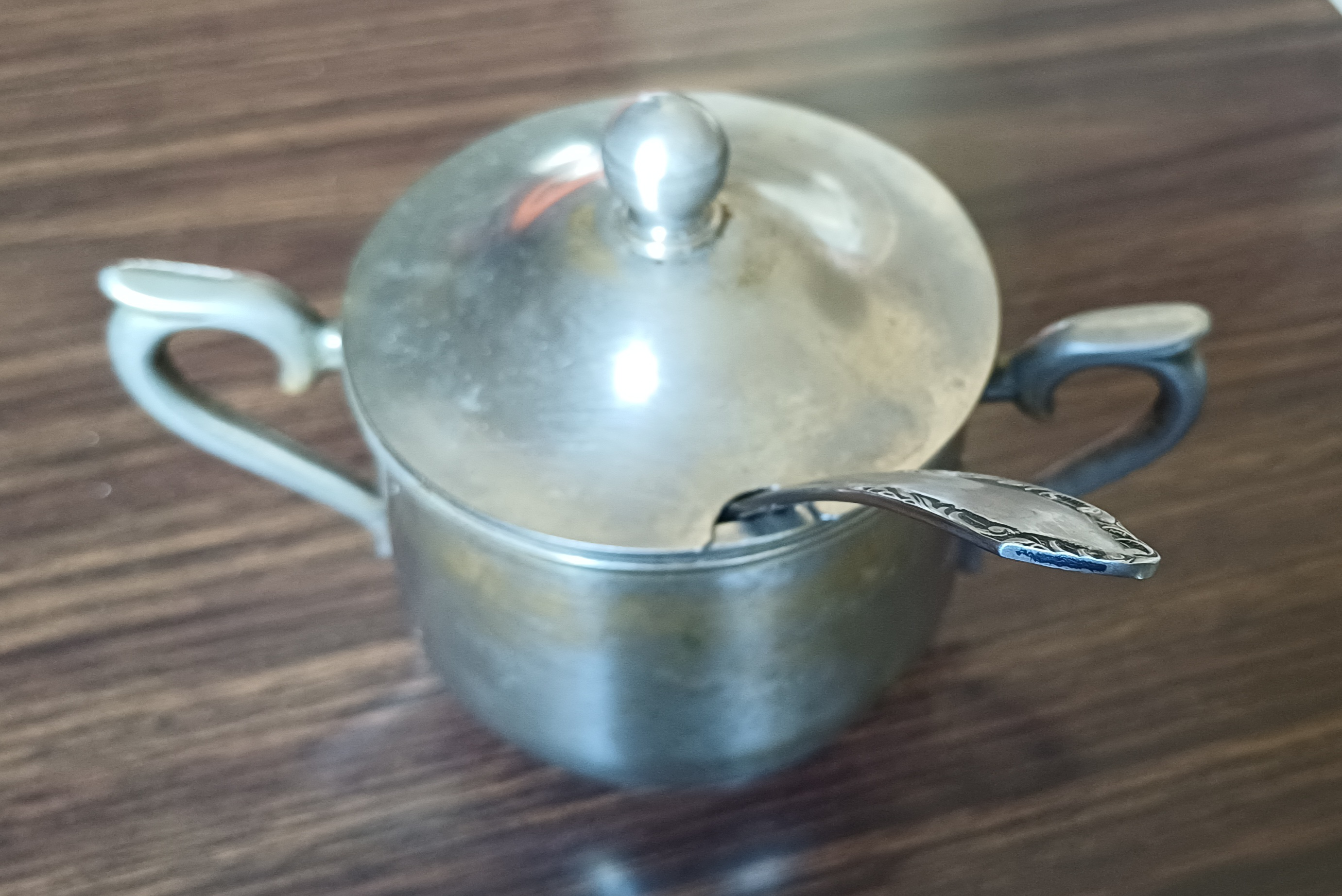
Azucarera en la Ciudad de México

El azucarero tradicional de cerámica es una vasija de diversa tipología, "predominando el diámetro sobre la altura", con o sin asas, con una abertura en la parte superior que permite introducir la cuchara. Cuando está diseñado como parte de un servicio de mesa, presenta las mismas formas, colores y decoraciones que las demás piezas (tazas, tetera, etc.) Si el azúcar se dispone en forma de terrones, la cucharilla puede sustituirse por unas pinzas.
Los azucareros modernos están generalmente diseñados para servir el azúcar directamente a la taza, prescindiendo así de la cuchara. Son habituales en hostelería y en cierta medida han sido sustituidos por el sobre de azúcar.